# 熊剑化
熊剑化（1565年—1610年），字神阿，號際華，江西南昌府丰城县松湖镇人，明朝政治人物，同进士出身。

## 生平
万历二十五年（1597年）丁酉科江西乡试举人，二十九年（1601年）辛丑科进士。吏部觀政，三十一年初授广东增城县知县，三十二年（1604年）接替俞思冲任华亭县知县一职，三十六年（1608年）由聂绍昌接任。自奉简约如寒素，一切譕集馈遗悉谢却，月俸外一介不茍取。入觐，贫不能馈权要，方晋谒，权要佯曰：华亭何等县，疏節乃尔。剑化拂衣去，終不再谒。赴召辞境，垂橐萧然，两苍头敝衣如故。父老叹曰：世安知华亭宰廉介有是耶！三十七年（1609年）行取，旋以假归卒。所著《云间集》、《途说》数卷存于家，后毁于兵。

## 家族
曾祖熊閣。祖父熊條。父熊澄（1536年-1589年）。